# Олександр Олександрович Вишневецький
Олександр Олександрович Вишневецький (1543 — 3 квітня 1577) — український князь та магнат гербу Корибут.

## Життєпис
Походив з впливової родини Вишневецьких. Син Олександра Вишневецького, старости Річицького, та Катерини Скорутянки (пол. Katarzyna Skorucianka (†po 1568)). 
Отримав здебільшого домашню освіту. На відміну від батька та інших родичів, не особливо цікавився політичними та військовими справами. Це в першу чергу було пов'язано зі слабким здоров'ям. Князь Олександр (молодший) більш опікувався розширенням своїх володінь. Спочатку намагався збільшити свої маєтки на Волині — між річками Жираку та Буглівці.  При цьому вступив у конфлікт за землю з шляхтичами Єловицькими; зокрема, 1565 року його загін напав на їх володіння Ланівці. До червня 1565 року на їхніх землях Олександр разом із братом Михайлом осадив 4 села — Кусківці (1558 рік), Корначівку (1562 рік), Новосілки (1563 рік), Заруддя (1564 рік). Проте суперечка вирішилися на користь князя Вишневецького.
Згодом Олександр Олександрович вирішив розбудовувати землі сучасної Лівобережної України. Тоді тут мало було поселень з огляду небезпеки з боку Московського царства та Кримського ханства. Тому Вишневецький легко домігся від короля Сигізмунда II Августа прав на землі між ріками Удай та Сула (згодом отримував підтвердження на них від королів Генріха Валуа та Стефана Баторія). За це Олександр Вишневецький підтримав дії короля щодо створення у 1569 році Речі Посполитої. Для підтвердження королівської прихильності Олександр Вишневецький у 1570 році отримав почесне звання королівського дворянина. Водночас бере на себе зобов'язання утримувати власним коштом 12 корогв. Разом із розбудовою нових земель, до яких додалися маєтки у Річицькому старостві та Гомельщині, Вишневецький займався охороною їх від нападів московських військ під час Ливонської війни. Крім того, неодноразово спустошував прикордонні московські землі. Втілити усі свої плани Олександр не встиг — 3 квітня 1577 року о 6-й годині ранку середи помер на 34-му році життя, проживши 33 роки, 4 місяці. Був похований у Києво-Печерські лаврі, де існувала його надгробна плита з епітафією..
За даними «Словника географічного Королівства Польського», став черкаським старостою після брата Михайла бл. 1581 року.

## Родина
Дружина — Олександра (д/н— травень 1601), донька князя Андрія Капусти гербу Одровонж — старости овруцького, каштеляна брацлавського. Діти:
- Адам (1566–1622 р.), дружина — Олександра Ходкевич;
- Єва  (1577—1618).